# Trippie Redd
Michael Lamar White IV, művésznevén Trippie Redd (Canton, Stark megye, Ohio, 1999. június 18.) amerikai rapper, énekes és dalszerző. 

## Pályafutása
A népszerűséget 2017-ben megjelent A Love Letter to You című mixkazettája és Love Scars című dala hozta el számára. Travis Scott-tal együtt készített Dark Knight Dummo című dala, valamint a Taking a Walk és a Topanga mind felkerült a Billboard Hot 100 slágerlistára. 
2018-ban kiadott bemutatkozó albuma, a Life's a Trip és 2019-ben megjelent második albuma felkerült a Billboard 200 legjobb öt dala közé, negyedik mixkazettája, az A Love Letter to You 4 (2019) pedig a lista élére ugrott. Legújabb, 2020-as negyedik stúdióalbuma, a Pegasus (2020) a Billboard 200 második helyéig jutott.
2019-ben közreműködött a brit rapper KSI "Wake Up Call" című dalán, amely a Brit kislemezlistán 11. helyig jutott. Szintén közreműködött Kid Cudi Man on the Moon III: The Chosen albumán, a Rockstar Knights című dalon, amely a 185. helyet érte el a Billboard Global 200 listán. Május 7-én jött ki a Miss The Rage című kislemeze, ami kisebb-nagyobb sikereket hozott.  Augusztus 20-án adta ki a a Trip At Knight albumot amely nem más mint a Life's a Trip album második része. 

## Diszkográfia

### Stúdióalbumok
| Cím           | Részletek | Slágerlisták | Slágerlisták | Slágerlisták | Slágerlisták | Slágerlisták | Slágerlisták | Slágerlisták | Slágerlisták | Slágerlisták | Slágerlisták | Minősítések   |
| Cím           | Részletek | US           | AUS          | CAN          | FIN          | GER          | NOR          | NZ           | SWE          | SWI          | UK           | Minősítések   |
| ------------- | --- | ------------ | ------------ | ------------ | ------------ | ------------ | ------------ | ------------ | ------------ | ------------ | ------------ | ------------- |
| Life's a Trip | - Megjelent: 2018. augusztus 10. - Kiadó: TenThousand Projects - Formátumok: CD, LP, digitális letöltés, streaming | 4            | 14           | 5            | 29           | 98           | 10           | 11           | 22           | 39           | 19           | - RIAA: Arany |
| !             | - Megjelent: 2019. augusztus 9. - Kiadó: TenThousand Projects - Formátumok: CD, LP, digitális letöltés, streaming  | 3            | 24           | 10           | 37           | 79           | 8            | 10           | 51           | 32           | 19           |               |
| Pegasus       | - Megjelent: 2020. október 30. - Kiadó: TenThousand Projects - Formátumok: CD, LP, digitális letöltés, streaming   | 2            | 60           | 6            | —            | —            | 14           | 32           | —            | 56           | 79           |               |

### Mixkazetták
| Cím                    | Részletek | Slágerlisták | Slágerlisták | Slágerlisták | Slágerlisták | Slágerlisták | Slágerlisták | Slágerlisták | Slágerlisták | Slágerlisták | Minősítések   |
| Cím                    | Részletek | US           | US R&B /HH   | AUS          | CAN          | NOR          | NZ           | SWE          | SWI          | UK           | Minősítések   |
| ---------------------- | --- | ------------ | ------------ | ------------ | ------------ | ------------ | ------------ | ------------ | ------------ | ------------ | ------------- |
| A Love Letter to You   | - Megjelent: May 12, 2017 - Kiadó: TenThousand Projects - Formátum: digitális letöltés                         | 64           | 32           | —            | —            | —            | —            | —            | —            | —            | - RIAA: Arany |
| A Love Letter to You 2 | - Megjelent: October 6, 2017 - Kiadó: TenThousand Projects - Formátum: digitális letöltés                      | 34           | 19           | —            | —            | —            | —            | —            | —            | —            |               |
| A Love Letter to You 3 | - Megjelent: November 9, 2018 - Kiadó: TenThousand Projects - Formátum: CD, LP, digitális letöltés, streaming  | 3            | 1            | 36           | 10           | 14           | 20           | 30           | 62           | 31           | - RIAA: Arany |
| A Love Letter to You 4 | - Megjelent: November 22, 2019 - Kiadó: TenThousand Projects - Formátum: CD, LP, digitális letöltés, streaming | 1            | 1            | 47           | 6            | 12           | 17           | —            | 43           | 32           | - RIAA: Arany |

### Középlemezek
| Cím                             | Részletek                                                                                     |
| ------------------------------- | --------------------------------------------------------------------------------------------- |
| Awakening My InnerBeast         | - Megjelent: 2016. augusztus 27. - Kiadó: TenThousand Projects - Formátum: digitális letöltés |
| Beast Mode                      | - Megjelent: 2016. október 19. - Kiadó: TenThousand Projects - Formátum: digitális letöltés   |
| Rock the World, Trippie         | - Megjelent: 2016. november 13. - Kiadó: TenThousand Projects - Formátum: digitális letöltés  |
| White Room Project              | - Megjelent: 2017. január 19. - Kiadó: TenThousand Projects - Formátum: digitális letöltés    |
| A Love Letter You'll Never Get  | - Megjelent: 2017. augusztus 30. - Kiadó: TenThousand Projects - Formátum: digitális letöltés |
| Angels and Demons(with Lil Wop) | - Megjelent: 2017. október 31. - Kiadó: TenThousand Projects - Formátum: digitális letöltés   |
| TR666+!$ 1400/800               | - Megjelent: 2018. július 25. - Kiadó: TenThousand Projects - Formátum: digitális letöltés    |
| Spooky Sounds                   | - Megjelent: 2020. október 23. - Kiadó: TenThousand Projects - Formátum: digitális letöltés   |